# Opinião Pública (banda)
Opinião Pública é considerada a primeira banda portuguesa de power pop. A banda foi formada em Lisboa em Julho de 1980. Aproveitaram a boleia do boom do rock português, no início da década de 1980 para usar o estilo power pop em Portugal, marcado com alguma aproximação à new wave. 
A banda era constituída por Carlos Estreia (vocal e guitarra), Pedro Lima (guitarra), Luís Fialho (baixo e teclas) e Carlos Baltazar (bateria). O grupo teve uma carreira efémera com a gravação de um single e de um álbum de estúdio. Terminaram a atividade em 1982 contrariando as melhores expetativas e o enorme potencial para vingar na música.

## História

### Formação e primeiros tempos
No início de 1980, Pedro Lima e Carlos Baltazar faziam da música um hobby, realizando pequenas atuações para amigos com covers de temas mediáticos dos mercados anglo saxónicos. Ainda não tinha rebentado o boom do rock em Portugal e o projeto Opinião Pública dava os primeiros passos. Durante a aprendizagem musical, Pedro Lima (guitarra) e Carlos Baltazar (bateria) convidaram vários músicos para interagir no grupo sem, no entanto, conseguirem resultados positivos. Seria com a entrada de Carlos Estreia (vocal e guitarra) e de Luís Fialho (baixo e teclas) que deram inicio às ambicionadas composições de autor e constituíram oficialmente a banda em Julho de 1980.
Em Janeiro de 1980 tiveram a sorte de tocar na Aula Magna num concerto de homenagem a John Lennon e onde também tocaram os UHF e outras bandas.
Dão uma entrevista à revista Música & Som onde revelavam que estavam em negociações com a Valentim de Carvalho passa assinar contrato.
Após alguns concertos bem sucedidos, e com o boom do rock, também eles foram motivados a concorrer ao festival "Só Rock" realizado em Coimbra, entre 2 de maio e 5 de julho de 1981, e em que participaram bandas de todo o país. O grupo obteve um honroso segundo lugar, através dos Alarme da Nazaré, mas tal não foi bem aceite pelos elementos da banda porque esperavam mais. 
A etiqueta Rotação, subsidiária da editora Rossil e dirigida pelo mediático radialista António Sérgio, estava atenta ao cartaz do festival e convidou alguns dos grupos para celebrar contrato.

### Ascensão e queda
No ano de 1981 é lançado um single com os temas "Puto da Rua" e "Ela é Tua" O tema principal alcançou grande sucesso nas preferências da rádio. O tema mostrava uma new wave acelerada com letras próximas de quem as ouvia e com uma mensagem social: Sou um puto da rua/ No esgoto da cidade/ À procura dos rostos/ Por detrás das máscaras", refere o refrão, da autoria de João Sodré, hoje Realizador de Cinema e na altura assinando Horácio Catarino, colega de turma de Pedro Lima no Liceu Dom Pedro V, também frequentado por Luís Fialho. João Sodré assina ainda a letra do tema "Na Terra", do álbum "No Sul da Europa".
A agenda para concertos aumentou durante o ano de 1981 e, sem experiência na estrada, resolveram entrar para a agência de espetáculos GRR (Grupo Rock Reunidos) que era liderada pelos UHF. Incluía outras bandas como Xutos & Pontapés, NZZN e IODO. A agência pretendia defender as bandas de alguns empresários musicais  menos escrupulosos. Os concertos eram maioritariamente na grande Lisboa e também preenchiam as primeiras partes dos UHF, ganhando maior visibilidade, uma vez que os UHF eram a banda com mais espetáculos em Portugal.
Desse caminho conjunto, os Opinião Pública convidaram António Manuel Ribeiro, o líder dos UHF, para produzir o seu álbum de estreia. Em maio de 1982 lançaram o álbum No Sul da Europa. Composto por nove faixas, o disco reflete uma sonoridade urbana, com alguns registos do sintetizador e apresentando um notável trabalho de power pop. Foi um disco muito acarinhado pela crítica, bem produzido, com letras bastante coerentes, bem escritas para a época e reveladoras de uma saudável consciência social ao retratar assuntos por vezes fraturantes da sociedade, como é o caso do tema homónimo e de "Ritmo de Vida". Este último foi o tema escolhido para promover o álbum mas não teve grande adesão. A faixa "Puto da Rua" foi regravada numa versão um pouco diferente da do single de 1981.
O movimento rock português dominou as audiências dos programas de rádio e de televisão entre 1980 e 1982. A partir de 1982 verificou-se um aumento do custo de vida e uma nova adesão ao Fundo Monetário Internacional. Tudo ficou mais caro e a crise instalou-se também na indústria discográfica. Apenas um número reduzido de bandas, que não chega a fazer uma mão cheia, conseguiu continuar e resistir à crise da rádio e do rock português: UHF, Xutos & Pontapés, GNR e Rui Veloso.
Os Opinião Pública apanharam a boleia do boom do rock português para atingir alguma notoriedade, para depois, como a grande maioria das bandas, desaparecerem rapidamente à medida que o boom se esfumou. Terminaram assim a curta atividade no final de 1982, causada, também, pela débil promoção do álbum. O baixista e teclista Luís Fialho foi o único elemento que deu continuidade à música ao integrar a formação inicial dos Entre Aspas em 1990, o projeto Amar Guitarra em 2008 e, em 2017, fundou os Cool Manouche Trio.

## Membros
Integrantes 
- Carlos Estreia (vocal e guitarra)
- Pedro Lima (guitarra)
- Luís Fialho (baixo e teclas)
- Carlos Baltazar (bateria)

## Reconhecimento
Após o desaparecimento, os Opinião Pública tornaram-se quase desconhecidos para a maioria do público português até porque a editora era pequena e não houve relançamento do disco. Mas a sua música continua a ser procurada por especialistas internacionais em power pop, uma das diversas correntes musicais do pós punk. São a única banda portuguesa que apareceu nas conhecidas compilações "Powerpearls", com vários volumes editados. O grupo aparece  com o tema "Puto da Rua" na Powerpearls Vol.6 (2000). Os Opinião Pública são considerados uma das grandes pérolas mundiais desse estilo musical, sendo inclusive referidos em diversas páginas de internet e nas redes sociais. Os seus dois discos, apenas editados em vinil, são autênticas preciosidades para colecionadores, constituindo uma das grandes raridades musicais do rock português dos anos oitenta.
Em 2011, a banda portuguesa de punk rock, Albert Fish, fez uma versão do tema "Puto da Rua", imprimindo uma sonoridade rápida e sem cerimónias, editado no álbum Friendship.

## Discografia
A discografia da banda é composta apenas por um single e por um álbum de estúdio. 
| Single - "Puto da Rua" (1981) | Álbum - No Sul da Europa (1982) |